# Cabdi Dheere
Cabdi Dheere (ook: Bale Abdi Dere) is een dorp in het district Oodweyne, regio Togdheer, in de niet-erkende staat Somaliland (en dus formeel gelegen in Somalië).

Cabdi Dheere ligt op ruim 1000 m hoogte in de Taagga Duudka-vlakte, hemelsbreed ca. 47 km ten zuidwesten van de districtshoofdstad Oodweyne. Het dorp bestaat uit een enkel straatje en een uitgegraven reservoir voor regenwater, waarschijnlijk om vee te kunnen drenken. Tot op 2 à 3 km afstand van het dorp liggen een 40-tal omheinde berkads en moestuintjes.
Plaatsjes in de omgeving zijn Qolqol ka Madoobe (14,7 km ten zuidoosten), Cali Aadan (13,5 km westelijk), Maxamed Axmed (22,9 km westelijk) en Davegoriale (39 km zuidelijk, aan de grens met Ethiopië).
Klimaat: Cabdi Dheere heeft een gemiddelde jaartemperatuur van 23,5 °C; de temperatuurvariatie is gering; de koudste maand is januari (gemiddeld 20,0°); de warmste september (25,8°). Regenval bedraagt jaarlijks ca. 280 mm met april en mei als natste maanden en een tweede, minder uitgesproken regenseizoen in september-oktober; het droge seizoen is van december - februari.